# (7920) 1981 XM2
(7920) 1981 XM2 là một tiểu hành tinh vành đai chính. Nó được phát hiện ở Đài thiên văn Tử Kim Sơn ở Nam Kinh, Trung Quốc, ngày 3 tháng 12 năm 1981.